# Olios jaldaparaensis
Olios jaldaparaensis is een spinnensoort in de taxonomische indeling van de jachtkrabspinnen (Sparassidae).
Het dier behoort tot het geslacht Olios. De wetenschappelijke naam van de soort werd voor het eerst geldig gepubliceerd in 2007 door Subhendu Sekhar Saha & Dinendra Raychaudhuri.